# Jodis pallescens
Jodis pallescens là một loài bướm đêm trong họ Geometridae.